# Макертин (Оклахома)
Макертин (енгл. McCurtain) град је у америчкој савезној држави Оклахома.

## Демографија
По попису из 2010. године број становника је 516, што је 50 (10,7%) становника више него 2000. године.
| Група             | 2000.       | 2010.       |
| Белци             | 346 (74,2%) | 353 (68,4%) |
| Афроамериканци    | 0 (0,0%)    | 0 (0,0%)    |
| Азијати           | 6 (1,3%)    | 8 (1,6%)    |
| Хиспаноамериканци | 6 (1,3%)    | 19 (3,7%)   |
| Укупно            | 466         | 516         |